# Huusgafvel
Huusgafvel är en uradlig finländsk frälsesläkt, ursprungligen från Veckelax socken i Viborgs län. En gren av släkten erhöll förnyelse av adelskapet 1774 och introducerades på Sveriges Riddarhus år 1776 som ätt nummer 2102. Grenen dog ut 1799. En ointroducerad gren fortlever i Finland och Sverige.
Ätten Husgafvel var i äldre tider den förnämsta bland de så kallade Vekkelaks-knaparna, vilka levde såsom bönder, men vilka under 1500-talet av Gustav Vasa uttryckligen erkändes vara av gammalt frälse eller av gammal adel. De nyttjade adliga vapen samt utrustade ännu år 1655 ryttare under adelsfanan, men försummade på grund av ogynnsamma yttre förhållanden att söka introduktion på riddarhuset. I samband med Karl XI:s reduktion förvandlades deras hemman till berustade säterier med bördsrätt, och de befriades från skyldigheten att erlägga mantalspenningar. Sådana släkter var, förutom Huusgafvel, Junker, Pilhierta och Brandstake m. fl.
Som stamfader för ätten Huusgafvel nämns den i slutet av 1300-talet levande nämndemannen Erik Larsson från Bredskall och Sandby i Veckelax.
Amiralen Siffred Jönsson hörde till ätten. Han var broder till kyrkoherden in Veckelax, Jöns Jönsson Vilken.

## Literatur
- Pöllänen, Pasi: Det lokala gamla frälset som den nordiska lokalförvaltningens stabiliserare i Sverige öster om Åbo landsrätts doms 25.6.1415 rår och Ryssestenen under 1300-1600-talen. Publications of the University of Eastern Finland. Dissertations in Social Sciences and Business Studies, 78, 2014 ISBN 978-952-61-1396-8
- Sjöström (2011), Medieval landed inheritances of the Junkar and Vilken lineages of Vehkalahti, Finland, Journal of the Foundation for Medieval Genealogy vol 3 issue 5 (2011 January), pp 425-461